# 48e législature de l'Assemblée fédérale suisse
La 48e législature des Chambres fédérales s'étend du 3 décembre 2007 au 4 décembre 2011. Elle correspond à la 48e législature du Conseil national, intégralement renouvelé lors des élections fédérales de 2007.

## Sessions
Les deux chambres de l'Assemblée se réunissent quatre fois par an pour des sessions ordinaires de trois semaines chacune. De plus, chaque chambre peut décider d'organiser une session indépendante supplémentaire annuelle d'une semaine en cas de surabondance de travail parlementaire ; c'est le cas depuis 2009.
| 2007                                                         | 2007                       | 2007 |
| ------------------------------------------------------------ | -------------------------- | ---- |
| Session d'hiver                                              | 3 au 21 décembre           |      |
| 2008                                                         |                            |      |
| Session de printemps                                         | 3 au 30 mars               |      |
| Session spéciale du Conseil des États                        | 28 avril                   |      |
| Session d'été                                                | 26 mai au 13 juin          |      |
| Session d'automne                                            | 15 septembre au 3 octobre  |      |
| Session d'hiver                                              | 1 au 19 décembre           |      |
| 2009                                                         |                            |      |
| Session de printemps                                         | 2 au 20 mars               |      |
| Session spéciale du Conseil national et du Conseil des États | 27 au 30 avril             |      |
| Session d'été                                                | 25 mai au 12 juin          |      |
| Session d'automne                                            | 7 au 25 septembre          |      |
| Session d'hiver                                              | 23 novembre au 11 décembre |      |
| 2010                                                         |                            |      |
| Session de printemps                                         | 1 au 19 mars               |      |
| Session spéciale                                             | 3 au 7 mai                 |      |
| Session d'été                                                | 31 mai au 18 juin          |      |
| Session d'automne                                            | 13 septembre au 31 octobre |      |
| Session d'hiver                                              | 29 novembre au 17 décembre |      |
| 2011                                                         |                            |      |
| Session de printemps                                         | 28 février au 18 mars      |      |
| Session spéciale                                             | 18 au 21 avril             |      |
| Session d'été                                                | 30 mai au 17 juin          |      |
| Session d'automne                                            | 12 au 30 septembre         |      |
| Session d'hiver                                              | 5 au 23 décembre           |      |

## Membres
L'Assemblée fédérale est composée des membres du Conseil national et du Conseil des États.